# Cui Zi'en
Cui Zi’en (崔子恩) (Heilongjiang, 1958) es un director de cine, ensayista y novelista chino. Se dio a conocer en la década de los noventa por su activismo público en la escena queer china. Se le considera un cineasta de vanguardia y underground en China, donde ha realizado filmes de temática homosexual. Destacan los documentales Queer China, Comrade China (2008) y Zhi Tongzhi (2009), que trata sobre los cambios en la cultura LGBT china de los últimos treinta años. Autor de libros de crítica y teoría, ha publicado también nueve novelas en China y Hong Kong, una de las cuales, Uncle’s Past (2001), ganó el premio Radio Literature Award en Alemania. Actualmente es profesor en el Instituto de Investigación del Cine de Pekín.